# Sacred 3
Sacred 3 ist ein Action-Rollenspiel für Windows, PlayStation 3, Xbox 360. Es ist die vierte Veröffentlichung in der Sacred-Reihe und der erste Teil der Hauptreihe, der von Keen Games entwickelt wurde. Das Spiel wurde von Deep Silver in Europa am 1. August 2014 veröffentlicht.

## Handlung
Die Handlung des Spiels wurde von Kritikern zumeist als belanglos eingestuft. Sie baut auf der Erzählung des zuvor veröffentlichten Ablegers Sacred Citadel auf. Der Bösewicht Zane, Herrscher des Reiches Ashen, versucht, mit Hilfe eines Artefakts namens Herz von Ancaria zum Halbgott aufzusteigen. Doch die Seraphim, die uralten Friedenswächter Ancarias, haben es an einem sicheren Ort verborgen. Um sein Ziel zu erreichen, verbündet sich Zane mit Dämonen und öffnet die Tore zur Unterwelt. Nachdem Zane, wie in Sacred Citadel dargestellt, die Seraphim gejagt und nahezu vernichtet hat, stellt sich ihm nun eine Gruppe von Helden unter Führung der Spielerfigur in den Weg, um ihn an der Vollendung seiner Pläne zu hindern.

## Spielprinzip
Das Spiel weicht deutlich vom Spielprinzip der beiden Vorgänger ab und verzichtet auf einige gängige Spielfunktionen zeitgenössischer Action-Rollenspiele. Statt einer offenen Spielwelt basiert Sacred 3 auf linear aufeinanderfolgenden Leveln. Der Fokus liegt auf actionreich inszenierten Gruppenkämpfen, die entweder mit KI-gesteuerten Begleitern oder im Koop-Modus mit menschlichen Mitspielern bestritten werden können. Das genreübliche Sammeln von Loot wurde dagegen vollständig aufgegeben, stattdessen sammeln die Spielfiguren nur noch Erfahrungspunkte und Gold, die am Ende eines Spielabschnitts in den Kauf neuer Ausrüstungsgegenstände und die Charakterentwicklung investiert werden können. Zur Auswahl stehen vier Charaktere bzw. fünf in der sogenannten First Edition (Erstausgabe) des Spiels.

## Entwicklung
Sacred 3 ist der erste Teil der Hauptreihe, der unter Federführung von Deep Silver entwickelt wurde. Der ursprüngliche Entwickler Ascaron hatte 2009 Insolvenz angemeldet. Noch im selben Jahr wurde das Unternehmen zerschlagen. Deep Silver, das bereits als Publisher des Vorgängers Sacred 2 fungierte, übernahm daraufhin die Rechte an der Rollenspielserie. Die Entwicklung von Sacred 3 wurde 2010 auf der Gamescom angekündigt, als Entwickler wurde das Studio Keen Games von Deep Silver beauftragt.

## Rezeption
Die Kritiken des Spiels fielen mit Blick auf die Serientradition zumeist negativ aus. Die PC Games betitelte Sacred 3 als „Tiefpunkt der Reihe“, 4Players sprach von der Schlachtung der „heiligen Beutekuh“. Laut Golem.de sei das Spiel „kein Rollenspiel, sondern eher ein Actiontitel mit Rollenspiel-Elementen“. Zwar seien die Kämpfe unterhaltsam und die Grafik gut gelungen. Durch die starken Abweichungen vom Spielprinzip der Vorgänger wirke das Spiel jedoch stark vereinfacht und habe außer dem Namen und der Seraphim als möglichen Spielercharakter kaum noch etwas mit den früheren Titeln der Reihe gemein. Mathias Oertel von 4Players verglich das Spielprinzip stattdessen mit Spielereihen wie Dynasty Warriors, Skylanders und Golden Axe, die er im Vergleich zu Sacred 3 als unterhaltsamer einstufte.
Die bereits im Vorfeld angekündigten spielerischen Abweichungen führten dazu, dass ehemalige Sacred-Entwickler um den ehemaligen Projektleiter und Serienschöpfer Franz Stradal ein Crowdfunding-Projekt mit dem Titel Unsacred: Back into the Ashes ankündigten. Das Spiel sollte sich ausdrücklich an den Eigenschaften des Vorgängers orientieren. Kurze Zeit nach Ankündigung wurde das Projekt in Unbended umbenannt, nach Angaben der Entwickler aus rechtliche Gründen, zu denen Stillschweigen vereinbart worden sei. Als Grund wurde unter anderem von der GameStar eine namentlich zu große Nähe zur Sacred-Reihe vermutet.